# Gardkote

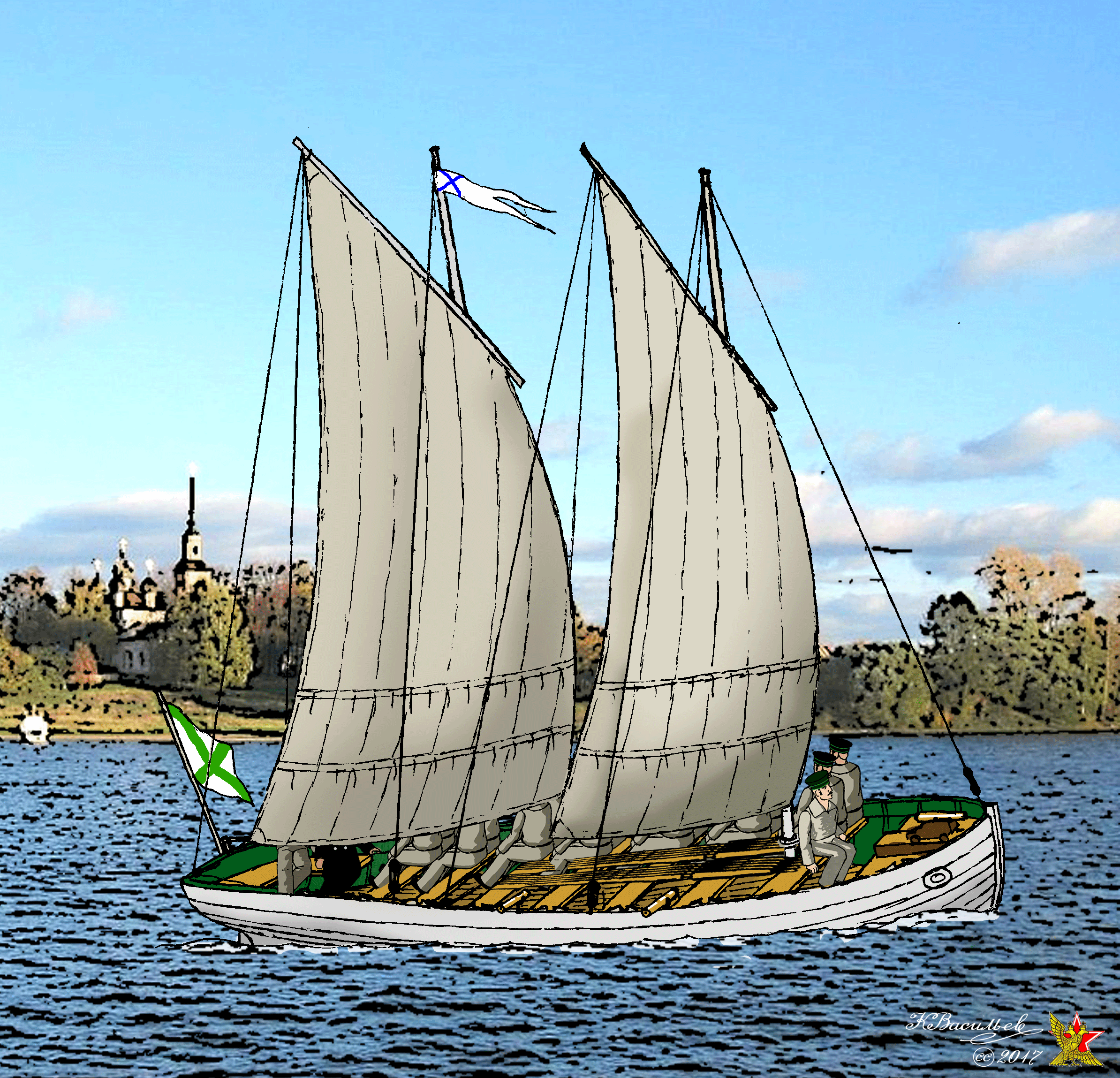
Gardkote Zweimast-Segelboot (Rekonstruktion)

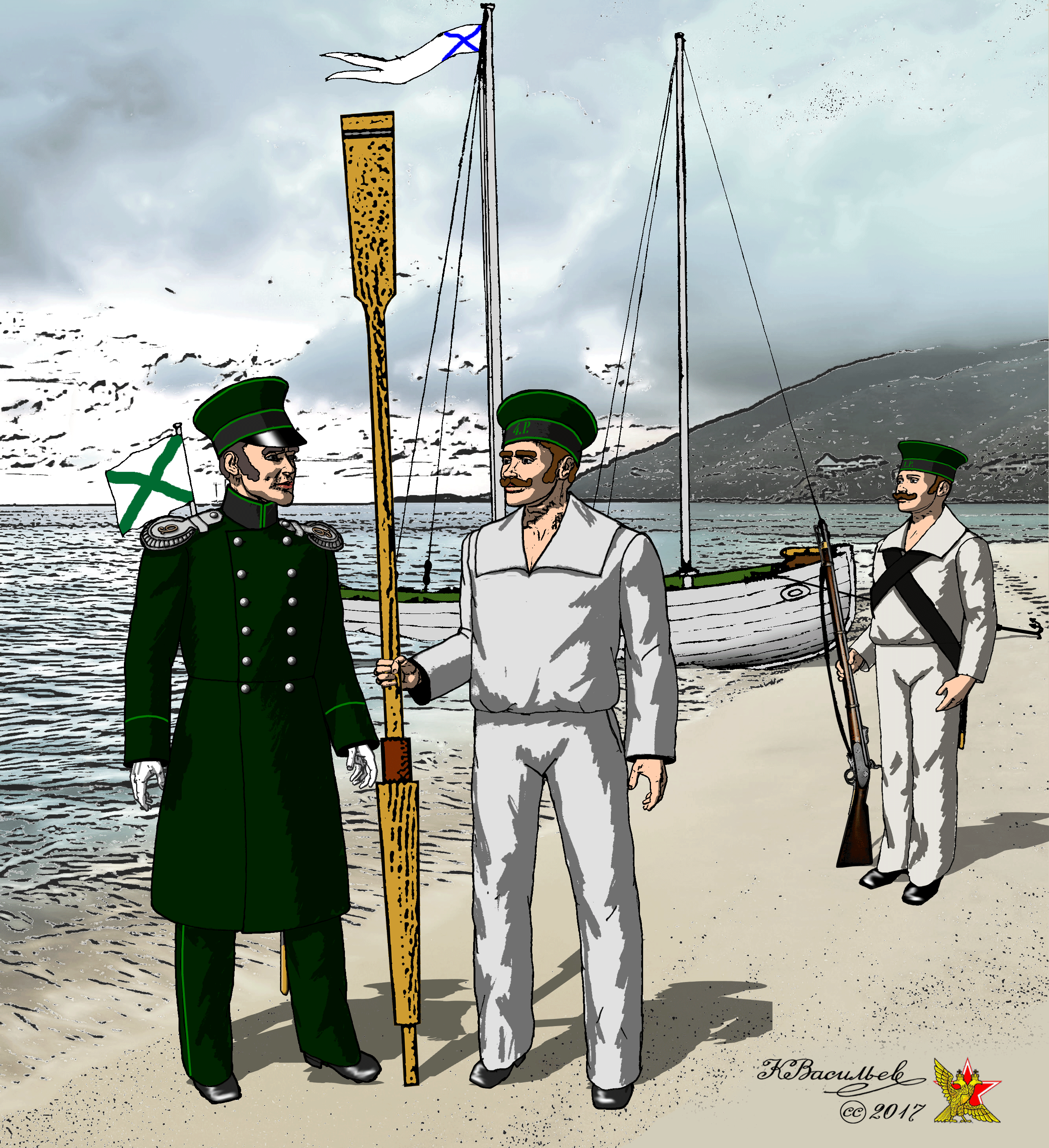
Oberoffizier und Mannschaften der Gardkote Boots-Besatzung

Gardkote (abgeleitet vom französisch garde-côtes – für Uferwache, Küstenschutz) war die Bezeichnung einer Serie von Segel-Ruder-Booten aus dem 19. Jahrhundert zur Sicherung, Bewachung und zum Schutz der Fluss-Schifffahrt auf der Wolga. Die Gardkote-Boote waren von Nummer 1 bis 18 laufend durchnummeriert, trugen also keine speziellen Namen. Sie wurden im Auftrag der Kasaner Admiralität gebaut und gehörten zur Kaspischen Flotte.
Die Gardkote-Boote konnten mit einem oder zwei Masten bestückt werden. Die einmastige Variante war mit einer Slup-Takelage (ein Großsegel und ein Vorsegel) ausgestattet. Die Zweimast-Variante hingegen trug eine Luggertakelage (auch Bermudatakelung).

## Geschichtliche Entwicklung
Zur Einsparung berittener Patrouillen, zur Verhinderung von Flusspiraterie im Einzugsgebiet der Wolga, verfügte Zar Paul I. am 20. Juni 1797 die In-Dienst-Stellung einer Flottille von zunächst neun leichten Segelbooten, die zusätzlich über Riemenruder verfügen sollten. Als Bewaffnung dienten leichte Kanonen und Falkonetten. Die Boote erhielten die Bezeichnung Gardkote. Ausrüstung, Schiffs-Versorgung und Nachschub erfolgten direkt durch das Flottenkommando, welches das Admiralitäts-Kontor in Kasan mit der Durchführung beauftragte.
Hier wurde auch das Gardkote-Führungskommando mit 18 Dienstposten etabliert; einschließlich Kommandeur (Ranggruppe Oberoffiziere) im Dienstgrad Leutnant und Hauptfeldwebel/Stabsfeldwebel (russisch starschina) der Ranggruppe Unteroffiziere mit der Funktionsbezeichnung Quartiermeister (russisch kwartirmeister). Die Boote waren fortlaufend durchnummeriert. In den Abschnitten zwischen Wolgograd (damals Zarizyno) und Astrachan, zwischen Wolgograd und Kasan und von Kasan in Richtung Oberlauf kreuzten jeweils drei Boote.
Die Gardkote-Boote versahen Patrouille-Fahrten nicht nur auf der Wolga, sondern auch einigen Nebenflüssen, wie beispielsweise Kama und Wjatka.
Im Jahre 1824 wurde Gardkote-Boote №7 unter Kommandant D. I. Trubnikow (aus Stawropol, Samara) Zar Alexander I. zur besonderen Verfügung unterstellt. Alle anderen Gardkote-Boote unterstanden bis 1828 der Marineverwaltung, worauf Zar Nikolaus I. durchlauchtig die Auflösung des Admiralitäts-Kontors zu Kasan verfügte. Das hatte zur Folge, dass in Kronstadt ein Gardkote-Führungskommando aufgestellt werden musste, dem die Boots-Einheiten nördlich Kasan unterstellt wurden. Ein weiteres Kommando wurde in Astrachan disloziert, das die Einheiten südlich von Kasan befehligte.
Mit diesem Ukas wurde der Gardkote-Dienst in den Zuständigkeitsbereich der Verwaltung Binnen-Schifffahrt (russisch ведомство Путей сообщения) überführt. Zum besseren Schutz der Handelsschifffahrt wurde im Oktober 1829 ein zweites Halb-Bataillon formiert und dem 9. Gardkote-Einsatz-Bataillon (russisch Военно-рабочий №9 батальон) unterstellt.
Zur Vervollständigung der Bootsbesatzungen wurden diesem Halb-Bataillon zwei Kompanien der „8. Lastowy Ekipash“ aus dem Bestand der Baltischen Flotte zugeteilt. Das übrige Personal wurde aus dem Dienstposten-Kontingent – nach Bedarf, Befähigung und Eignung – der Verwaltung Binnen-Schifffahrt generiert. Das Halb-Bataillon bestand aus drei Kompanien und umfasste insgesamt 318 Dienstposten. Die Stammdienststelle befand sich in Kasan. Jede der drei Kompanien verfügte über sechs, mit jeweils 14 Riemen-Rudern bestückten, Gardkote-Boote. Die Boots-Besatzung bestand aus 15 Mannschaft-Dienstposten. Boots-Kommandant war ein Unteroffiziers-Dienstgrad. Die Mannschaften waren mit Gewehr und Seitengewehr (aufpflanzbar oder als Seitenwaffe verwendbar) bewaffnet. Im Winterhalbjahr wurden die Besatzungen in der Nähe größerer Städte an der Wolga einquartiert. Ab April 1830 wurden Offiziere zu Boots-Kommandant ernannt.
Im Jahre 1833 wurde das Militärdienst-Bataillon №9 in Militärdienst-Bataillon №7 umbenannt. 1837 erhielten die Halb-Bataillone die Bezeichnung Gardkote-Besatzung Binnen-Schifffahrt.
Im Dezember 1856 wurde der Gardkote-Dienst letztendlich eingestellt; worauf die Gardkote-Bootsbesatzungen versetzt wurden.

## Daten und Verzeichnis der Boote
Insgesamt wurden drei Serien von Gardkote-Booten gefertigt. Gemäß der Vollständigen Gesetzes-Sammlung des Russischen Reiches, Sammelband 2 №3210 vom 2. Oktober 1829 sind folgende Daten überliefert:
- Länge (gesamt) – ca. 10,5 m
- Breite – über 3 m
- Riemenruder – 14
- Boots-Besatzung: Offiziere – 1; Unteroffiziere – 1; Mannschaften – 15
- Bewaffnung:
  - Lang-Kanone Ein-Pfünder – 1
  - Falkonett Ein-Pfünder – 4

| Kommandant                    | Dienstzeit                    | Bemerkung                     |                               | Kommandant                    | Dienstzeit                    | Bemerkung                     |                               | Kommandant                    | Dienstzeit | Bemerkung |
| Gardkote-Boot №1 (Serie 1) 1  | Gardkote-Boot №1 (Serie 1) 1  | Gardkote-Boot №1 (Serie 1) 1  | Gardkote-Boot №2 (Serie 1) 1  | Gardkote-Boot №2 (Serie 1) 1  | Gardkote-Boot №2 (Serie 1) 1  | Gardkote-Boot №3 (Serie 1) 1  | Gardkote-Boot №3 (Serie 1) 1  | Gardkote-Boot №3 (Serie 1) 1  |            |           |
| Sacharow, S. S.               | 1802–1803                     |                               | Polosow, T. P.                | 1811–1815                     |                               | Dunilow, I. G.                | 1800–1801                     |                               |            |           |
| Abramow, W. E.                | 1804                          |                               |                               |                               |                               |                               |                               |                               |            |           |
| Rubanowski, K.M.              | 1809                          |                               | Surkow, P. P.                 | 1820                          |                               | Podtschertikow, I. W.         | 1809                          |                               |            |           |
| W. N. Bartenew, W. N.         | 1811                          |                               |                               |                               |                               |                               |                               |                               |            |           |
| Schulepnikow, I. S.           | 181- 1816                     |                               |                               |                               |                               | Chalykin, L. T.               | 1813–1824                     |                               |            |           |
| W. J. Aberjanow, W. J.        | 1825                          |                               | Berens, M. S.                 | 1826–1827                     |                               | Lutkowsky, P. P.              | 1825                          |                               |            |           |
| Gardkote-Boot №4 (Serie 1) 1  | Gardkote-Boot №4 (Serie 1) 1  | Gardkote-Boot №4 (Serie 1) 1  | Gardkote-Boot №5 (Serie 1) 1  | Gardkote-Boot №5 (Serie 1) 1  | Gardkote-Boot №5 (Serie 1) 1  | Gardkote-Boot №6 (Serie 1) 1  | Gardkote-Boot №6 (Serie 1) 1  | Gardkote-Boot №6 (Serie 1) 1  |            |           |
| Podtschertkow, I. W.          | 1810                          |                               | Mansurow, T. P.               | 1809–1811                     |                               | Tarchow, S. P.                | 1805–1809                     |                               |            |           |
| Gotowzew, E. T.               | 1811–1815                     |                               | Pukalewsky, D. I.             | 1812–1813                     |                               |                               |                               |                               |            |           |
| Ilin, D. I.                   | 1815–1816                     |                               |                               |                               |                               |                               |                               |                               |            |           |
| Surkow,                       | 1820–1822                     |                               |                               |                               |                               |                               |                               |                               |            |           |
| Durnow, P. I.                 | 1824                          |                               |                               |                               |                               |                               |                               |                               |            |           |
| Fürst Uchutomsky, A. M.       | 1825                          |                               |                               |                               |                               |                               |                               |                               |            |           |
| Filatow, N. I.                | 1827                          |                               | Martynow, D. P.               | 1825                          |                               | Echunowski, S. W.             | 1822–1825                     |                               |            |           |
| Gardkote-Boot №7 (Serie 1) 1  | Gardkote-Boot №7 (Serie 1) 1  | Gardkote-Boot №7 (Serie 1) 1  | Gardkote-Boot №8 (Serie 1) 1  | Gardkote-Boot №8 (Serie 1) 1  | Gardkote-Boot №8 (Serie 1) 1  | Gardkote-Boot №9 (Serie 1) 1  | Gardkote-Boot №9 (Serie 1) 1  | Gardkote-Boot №9 (Serie 1) 1  |            |           |
|                               |                               |                               | Martschewski, A.              | 1803                          |                               | Maslow, A. W.                 | 1806–1808                     |                               |            |           |
| Saridaki, S. J.               | 1812–1818                     |                               | Dsjurkowski                   | 1805–1808                     |                               | Lewizki                       | 1809–1811                     |                               |            |           |
|                               |                               |                               |                               |                               |                               | Serekin, P. P.                | 1812–1813                     |                               |            |           |
| Trubnikow, D. I.              | 1820–1824                     |                               | Arzybaschew, I. S.            | 1813–1824                     |                               | Sulow, P. P.                  | 1822–1826                     |                               |            |           |
| Gardkote-Boot №10 (Serie 2) 2 | Gardkote-Boot №10 (Serie 2) 2 | Gardkote-Boot №10 (Serie 2) 2 | Gardkote-Boot №11 (Serie 2) 2 | Gardkote-Boot №11 (Serie 2) 2 | Gardkote-Boot №11 (Serie 2) 2 | Gardkote-Boot №12 (Serie 2) 2 | Gardkote-Boot №12 (Serie 2) 2 | Gardkote-Boot №12 (Serie 2) 2 |            |           |
| Echnowski, S. W.              | 1812–1821                     |                               | Licharew, S. P.               | 1811                          |                               | Schischkow, J. S.             | 1806–1807                     |                               |            |           |
| Anutschin, F. A.              | 1822–1827                     |                               | Iwanow, N, F.                 | 1821                          |                               |                               |                               |                               |            |           |
| Gardkote-Boot №13 (Serie 3) 3 | Gardkote-Boot №13 (Serie 3) 3 | Gardkote-Boot №13 (Serie 3) 3 | Gardkote-Boot №14 (Serie 3) 3 | Gardkote-Boot №14 (Serie 3) 3 | Gardkote-Boot №14 (Serie 3) 3 | Gardkote-Boot №15 (Serie 3) 3 | Gardkote-Boot №15 (Serie 3) 3 | Gardkote-Boot №15 (Serie 3) 3 |            |           |
|                               |                               | nicht festgelegt              | Shilinski, W. P.              | 1825                          |                               | Iwanow, P. F.                 | 1825–1826                     |                               |            |           |
|                               |                               |                               | Shedrinski, A. F.             | 1826                          |                               |                               |                               |                               |            |           |
| Gardkote-Boot №16 (Serie 3) 3 | Gardkote-Boot №16 (Serie 3) 3 | Gardkote-Boot №16 (Serie 3) 3 | Gardkote-Boot №17 (Serie 3) 3 | Gardkote-Boot №17 (Serie 3) 3 | Gardkote-Boot №17 (Serie 3) 3 | Gardkote-Boot №18 (Serie 3) 3 | Gardkote-Boot №18 (Serie 3) 3 | Gardkote-Boot №18 (Serie 3) 3 |            |           |
|                               |                               | nicht festgelegt              |                               |                               | nicht festgelegt              | Juriew, A.M.                  | 1824–1826                     |                               |            |           |
|                               |                               |                               |                               |                               |                               | Boltin, M. A.                 | bis Juni 1827                 |                               |            |           |
|                               |                               |                               |                               |                               |                               | Tyrtow, W. M.                 | ab Juni 1827                  |                               |            |           |
|                               |                               |                               |                               |                               |                               | Sayzew, P. P.                 | 1829                          |                               |            |           |